# Melita (Manitoba)
Melita es un pueblo canadiense situado en la provincia de Manitoba.

## Superficie
Melita tiene una superficie de 3,19 km².

## Demografía
En 2021, tenía 1041 habitantes, una densidad poblacional de 326,4 hab./km², y 548 viviendas.